# Двигател на космически кораб
Двигател на космически кораб e система на космическият апарат, обезпечаваща неговото движение в пространството. Преобразува различни видове енергия в кинетична, при това могат да се различават както източниците на енергия, така и самите способи за преобразуването ѝ. Изборът и разработката на конкретен вид двигател се определят от конкретната му функция и изискванията към него. Най-широко използвани са ракетните двигатели, при които газ с висока скорост изтича от специална дюза, създавайки реактивна тяга.
Използват се също и електрически ракетни двигатели, включително йонни двигатели. За управление на ориентацията се използват и силови жироскопи. Разработват се и двигатели на основата на слънчево платно.

## Видове двигатели

### Реактивни двигатели
Реактивната двигателна установка изменя скоростта на космическия апарат за сметка на отработеното работно тегло. При това движението на апарата се подчинява на закона за съхранение на импулса и следствията от него.